# Șeremetiv, Cervonoarmiisk
Șeremetiv (în ucraineană Шереметів) este un sat în comuna Pavlivka din raionul Cervonoarmiisk, regiunea Jîtomîr, Ucraina.

## Demografie
Componența lingvistică a localității Șeremetiv
     Ucraineană (100%)
Conform recensământului din 2001, toată populația localității Șeremetiv era vorbitoare de ucraineană (100%).